# Joanna Bacalso
Joanna Bacalso, bürgerlich Joanna Garel, (* 10. August 1976 auf Cebu, Visayas) ist eine philippinisch-kanadische Schauspielerin und ehemaliges Model.

## Leben
Bacalso wurde auf Cebu geboren und zog nach Toronto, als sie acht Jahre alt war. Dort arbeitet ihre Mutter als Ärztin. Im Alter von 15 Jahren begann sie mit dem Modeln und hört deshalb mit Football auf. Sie lebt und arbeitet seit 1998 in Los Angeles, wo sie gemeinsam mit ihrem Mann Matthew Garel, einem Model, und ihren zwei Kindern lebt. Ihr Sohn stammt aus einer vorherigen Beziehung und mit ihrem Mann hat sie ein gemeinsames Kind.
Wenngleich sie vornehmlich in US-amerikanischen Produktionen mitspielt, stand sie 1999 für die deutsche Fernsehserie Das Traumschiff in der Episode 34 mit dem Titel Tahiti vor der Kamera.

## Filmografie (Auswahl)
- 1994: Wagen 54 – Bitte Melden (Car 54, Where Are You?)
- 1994: Running Out – Countdown des Todes (No Contest)
- 1999: Das Traumschiff (Fernsehserie, Folge 1x34 Tahiti)
- 1999: PSI Factor – Es geschieht jeden Tag (PSI Factor – Chronicles of the Paranormal, Fernsehserie, 1 Folge)
- 2000: Teuflisch (Bedazzled)
- 2000: Ey Mann, wo is’ mein Auto? (Dude, Where’s My Car?)
- 2001: Gangland L.A. (Gangland)
- 2002: Snowdogs – Acht Helden auf vier Pfoten (Snow Dogs)
- 2004: My Baby’s Daddy
- 2007: Bad Girl Island
- 2011: Lost Girl (Fernsehserie, Folge 2x02 I Fought the Fae (and the Fae Won))
- 2015: Prick (Kurzfilm)
- 2019: SEAL Team (Fernsehserie, 4 Folgen)
- 2022: Navy CIS: L.A. (NCIS: Los Angeles, Fernsehserie, Folge 14x04 Dead Stick)
- 2022: Vide Noir